# Рофлумиласт
Рофлумиласт является ингибитором фосфодиэстеразы-4 (ФДЭ4), который уменьшает воспаление за счет повышения уровня циклического аденозинмонофосфата (цАМФ), важной молекулы в регуляции воспаления. Рофлумиласт повышая уровень цАМФ, снижает провоспалительные медиаторы такие как: Фактор некроза опухоли (ФНО), известный также как TNF-α, интерлейкины ИЛ-4, ИЛ-5, ИЛ-13, ИЛ-17А, ИЛ-17F, ИЛ-22) и увеличивая противовоспалительный медиатор ИЛ-10.
Рофлумиласт, продаваемый под торговыми марками Daxas и  ZORYVE, является лекарственным средством, используемым для лечения хронической обструктивной болезни легких (ХОБЛ), бляшечного псориаза, себорейного дерматита и атопического дерматита.